# Kanai Anzen
Lo Kanai Anzen (家内安全) è un tipo di omamori, o amuleto giapponese legato alla religione Shintoista. Il suo scopo è quello di portare buona salute e aiutare le persone malate.
Letteralmente kanai anzen significa "Ti prego di preservare la mia famiglia dal danno morale o fisico" e si può vedere questa scritta su ema (tavolette votive) e su omamori suzu (campane). Quando è riportata su un omamori o un suzu, la preghiera è dedicata ad una persona.